# Johannes Schwalke
Johannes Antonius Josef Schwalke (ur. 10 stycznia 1923 w Dietrichswalde, obecnie Gietrzwałd koło Olsztyna, zm. 29 października 2007 w Daun, Nadrenia-Palatynat) – niemiecki duchowny katolicki, wizytator apostolski dla wiernych diecezji warmińskiej (następnie archidiecezji), przebywających poza jej granicami.

## Życiorys
Egzamin dojrzałości zdał w Reszlu, po czym rozpoczął studia medyczne na królewieckiej Albertynie; przeniósł się później na Akademię Medyczną w Gdańsku, ale studiów nie zdążył ukończyć, wcielony do wojska jako sanitariusz. Po wojnie nie powrócił już do medycyny, a rozpoczął w 1946 studia teologiczne na Albert-Ludwig-Universität we Fryburgu Bryzgowijskim. 24 czerwca 1951 otrzymał święcenia kapłańskie we Fryburgu z rąk miejscowego metropolity Wendelina Raucha. Przeznaczony do pracy w diecezji warmińskiej, ze względu na sytuację polityczną diecezji po II wojnie światowej nie mógł podjąć tam działalności; w efekcie przez 22 lata był duszpasterzem w archidiecezji fryburskiej.
W 1973 został wikariuszem Paula Hoppego, wizytatora apostolskiego dla Warmiaków pozostających poza diecezją. Urząd ten stanowił kontynuację duszpasterstwa niemieckich Warmiaków, zmuszonych do opuszczenia macierzystej diecezji w efekcie wojny i był elementem swoistej dwutorowości władzy w diecezji warmińskiej - w Olsztynie rezydowali tymczasowi rządcy w randze wikariuszy kapitulnych i administratorów apostolskich (m.in. Tomasz Wilczyński używał tytułu biskupa w Olsztynie, a nie biskupa warmińskiego), natomiast w Niemczech wikariusze kapitulni, wybierani przez niemieckich kanoników kapituły warmińskiej. Niemieckie zwierzchnictwo nad Warmiakami sprawowali kolejno ostatni biskup przedwojenny, zmuszony do wyjazdu z diecezji w 1945 Maximilian Kaller, po nim dawny proboszcz elbląski Artur Kather, wreszcie Paul Hoppe; sytuację unormował dopiero w 1972 dekret papieża Pawła VI, który całość władzy przywrócił biskupom rezydującym w Olsztynie, pozostawiając dla niemieckich Warmiaków duszpasterza w randze wizytatora apostolskiego. Wizytator rezydował w Domu Warmińskim w Münster w Westfalii, tam też swoje obowiązki wykonywał ks. Schwalke, pomagając w pracy duszpasterskiej prałatowi Paulowi Hoppemu.
W 1975 Hoppe przeszedł w stan spoczynku; 11 marca tegoż roku Paweł VI naznaczył jego następcą Johannesa Schwalke, który tym samym z urzędu wszedł w skład Konferencji Biskupów Niemieckich. Schwalke prowadził aktywną działalność na rzecz współpracy wiernych diecezji (od marca 1992 archidiecezji) warmińskiej pozostających w Polsce i w Niemczech, przez wiele lat kierował Fundacją im. Biskupa Maksymiliana Kallera. Współpracował z metropolitą warmińskim Edmundem Piszczem. Organizował wycieczki wiernych pozostających pod jego opieką duszpasterską do miejsc ich urodzenia. Efektem jego działalności było m.in. odprawienie pierwszej mszy w języku niemieckim dla mniejszości niemieckiej na Warmii w czerwcu 1991, tuż przed wizytą w diecezji papieża Jana Pawła II.
W 1998 Schwalke osiągnął wiek emerytalny 75 lat i przeszedł w stan spoczynku, jednak wobec braku powołania następcy pozostał tymczasowym zarządcą wizytatury apostolskiej do marca 2000. W 2005, razem z nowym wizytatorem ks. Lotharem Schlegelem, został powołany w skład kapituły warmińskiej; były to pierwsze nominacje kanonickie na Warmii dla duchownych niemieckich po II wojnie światowej. W styczniu 2007 Schwalke otrzymał godność honorowego kanonika warmińskiego. Miał również tytuł protonotariusza apostolskiego (infułata), a za zasługi na rzecz współpracy polsko-niemieckiej otrzymał Federalny Krzyż Zasługi I klasy.